# بيرنيك
بيرنيك هي بلدة سويسرية وهي تقع في مديرية راينتال في كانتون سانت غالن.

## أعلام
- سارة فورستر

## روابط خارجية
- الموقع الرسمي للبلدة باللغة الألمانية